# Advitam (entreprise)
Advitam est une société de pompes funèbres créée en 2016 qui commercialise l'organisation d'obsèques sur internet dans une perspective d'« uberisation du secteur funéraire »,. La société est habilitée à exercer par la préfecture de police de Paris.

## Historique
Advitam est créée en février 2016 par Philippe Meyralbe et Franck Wertel. Elle bénéficie d'un accompagnement de différents accélérateurs dont Station F,.
Advitam annonce en octobre 2018 avoir effectué une levée de fonds de 1,8 million d'euros auprès du fonds d'investissement NewFund, de BPI et de business angels.

## Concept et fonctionnement
En plus de l'organisation classique des obsèques, la société propose d'autres services comme la résiliation des réseaux sociaux ,,, et de divers abonnements du défunt ainsi qu'un outil de recensement des aides financières octroyées lors d'un décès.

### Tarifs
Selon LCI, si les fondateurs se refusent à parler d'entreprise low cost, leurs tarifs sont « 25 à 50% moins cher que les leaders du secteur ».